# Streptocarpus stenosepalus
Streptocarpus stenosepalus är en tvåhjärtbladig växtart som beskrevs av Brian Laurence Burtt. Streptocarpus stenosepalus ingår i släktet Streptocarpus och familjen Gesneriaceae. Inga underarter finns listade i Catalogue of Life.